# Wilfrid Michael Voynich
Wilfrid Michael Voynich (n. 31 octombrie 1865 – d. 19 martie 1930), născut Michał Habdank-Wojnicz, a fost un revoluționar polonez, anticar și bibliofil britanic și american și eponim al Manuscrisului lui Voynich.